# Trần Triều Dương
Trần Triều Dương là một tướng lĩnh của lực lượng Công an nhân dân Việt Nam với quân hàm Thiếu tướng. Ông là vị tướng Tư lệnh đầu tiên của lực lượng Cảnh sát Phòng cháy chữa cháy cấp sở trực thuộc Bộ Công an trong cả nước, Giám đốc Cảnh sát Phòng cháy chữa cháy Thành phố Hồ Chí Minh.

## Tiểu sử
Trần Triều Dương là đảng viên Đảng Cộng sản Việt Nam.
Ông từng làm giao liên Văn phòng Xã uỷ Khánh An - Trần Văn Thời - Cà Mau (1966-1968); học sinh Trường Ninh Bình - Cà Mau (1968-1971).
Từ năm 1983 - 2006, Trần Triều Dương giữ các chức vụ tại Công an TP Hồ Chí Minh: Đội trưởng trinh sát, Phó Trưởng Phòng An ninh kinh tế - Văn hoá tư tưởng, Phó Trưởng Công an quận 2, Trưởng Công an huyện Bình Chánh, Phó Giám đốc Công an Thành phố Hồ Chí Minh.
Ngày 18 tháng 9 năm 2006, Đại tướng Lê Hồng Anh, Bộ trưởng Bộ Công an ban hành Quyết định số 4826, bổ nhiệm Đại tá Trần Triều Dương, Phó Giám đốc Công an Thành phố Hồ Chí Minh đến nhận công tác và giữ chức vụ Giám đốc Sở Cảnh sát Phòng cháy và chữa cháy Thành phố Hồ Chí Minh. Trước đó, tháng 5 năm 2006, Thủ tướng đã có quyết định cho thành lập thí điểm Sở Cảnh sát PCCC TP.HCM trực thuộc Bộ Công an trên cơ sở đề nghị của ba cơ quan gồm Bộ Công an, Bộ Nội vụ và Ủy ban nhân dân Thành phố Hồ Chí Minh. Đây là đơn vị cấp sở trực thuộc Bộ Công an đầu tiên trong cả nước với chuyên môn chính là PC&CC.
Ngày 4 tháng 6 năm 2008, ông được Thủ tướng Chính phủ Việt Nam Nguyễn Tấn Dũng phong quân hàm Thiếu tướng Công an nhân dân Việt Nam.
Chiều ngày 8 tháng 9 năm 2014, tại trụ sở Cảnh sát Phòng cháy chữa cháy Thành phố Hồ Chí Minh, Bộ Công an đã chính thức trao quyết định nghỉ hưu theo chế độ cho Thiếu tướng Trần Triều Dương. Thay tướng Dương lên giữ chức vụ Giám đốc là Đại tá Lê Tấn Bửu, Phó giám đốc Cảnh sát PCCC TP Hồ Chí Minh.

## Lịch sử thụ phong quân hàm
| Năm thụ phong | 2008        |
| ------------- | ----------- |
| Quân hàm      |             |
| Cấp bậc       | Thiếu tướng |

## Phong tặng
Trong quá trình chiến đấu và công tác, Thiếu tướng Trần Triều Dương đã được tặng thưởng:
- Huân chương chống Mỹ cứu nước hạng Ba (năm 1973)
- Huân chương Quyết thắng hạng Ba
- Huân chương Giải phóng hạng Ba (năm 1975)
- Huy chương Vì An ninh Tổ quốc (năm 1995)
- Huân chương Chiến công hạng Nhất (năm 1997)
- Huân chương Bảo vệ Tổ quốc hạng Nhất, Ba
- Huy chương Chiến sĩ vẻ vang hạng Nhất, Nhì, Ba